# 香港市民支援愛國民主運動聯合會

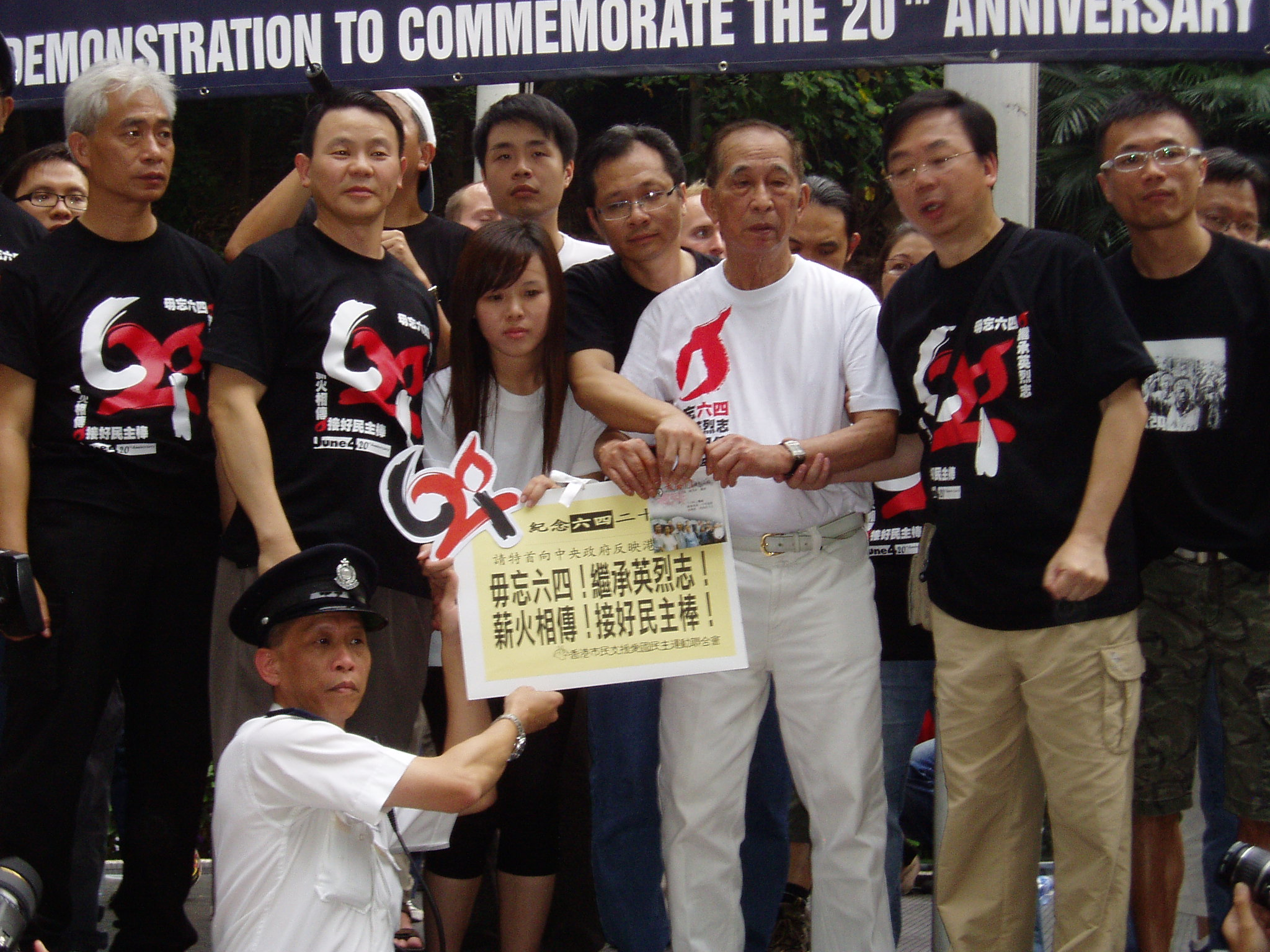
紀念「六四」20週年遊行——遞交請願信

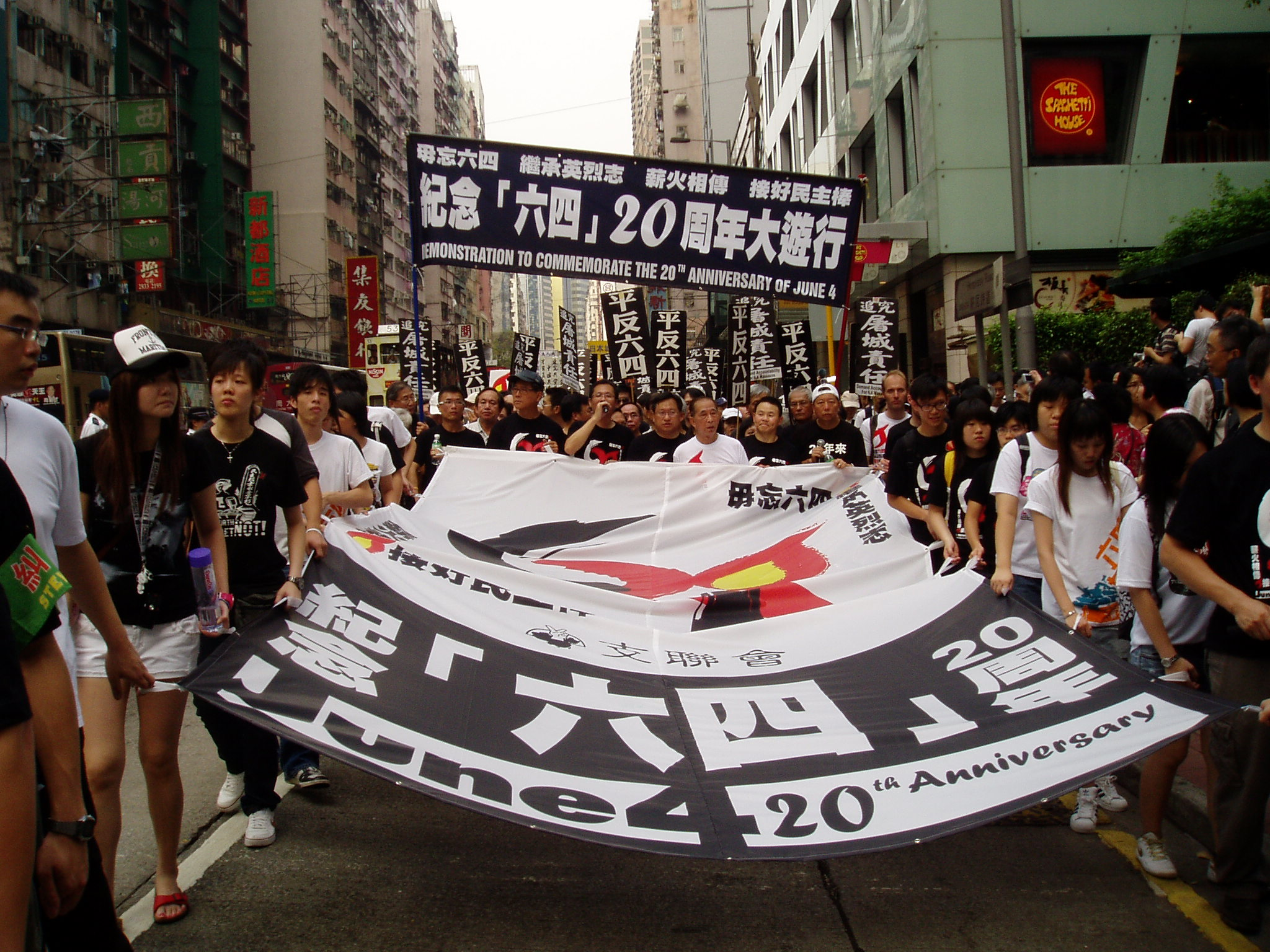
紀念「六四」20周年。

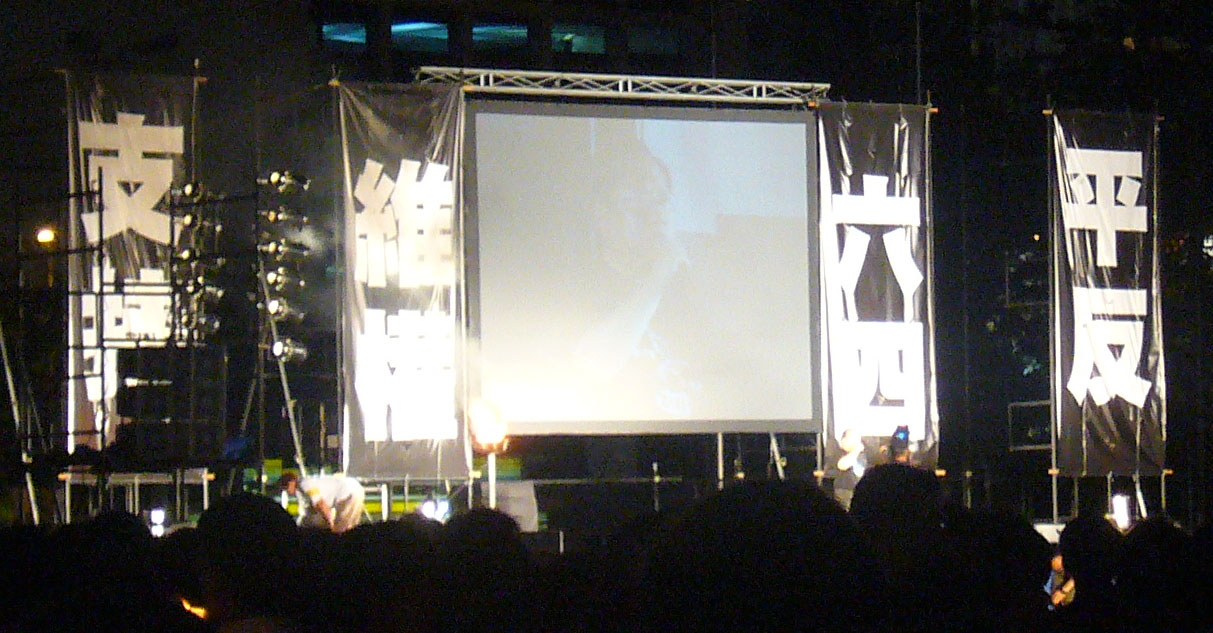
「六四」20周年紀念晚會。

香港市民支援愛國民主運動聯合會（普通話讀音ⓘ、粵語讀音ⓘ），簡稱支聯會或港支聯， 是香港曾经一個泛民主派政治組織，於1989年5月21日在香港支持八九民運的全球華人大遊行中成立，設有包括「釋放民運人士、平反八九民運」等在內的五大綱領，首屆主席由司徒華擔任。1990年至2019年，支聯會曾連續30年無間斷舉辦六四遊行、維園燭光集會。高峰期時，泛民主派有約一半的立法會議員同時身兼支聯會成員身份。2021年9月25日，特別會員大會通過解散決議。

## 組織活動
1989年5月21日，近百萬名市民在香港島環市遊行，支持北京學生的民主運動，並呼籲公眾關注北京的事態發展，遊行隊伍其後於跑馬地馬場舉行集會，當天晚上8時，大會宣佈成立「全港市民支援愛國民主運動聯合会」並通過大會宣言，以「香港民主政制促進聯委會」秘書處作為臨時聯絡處。
支聯會五大工作綱領是「釋放民運人士、平反八九民運、追究屠城責任、結束一黨專政、建設民主中國」，並声称堅持支援中國大陸民運，爭取民主、自由、人權和法治在中國大陸早日實現。
支聯會的全體會員大會，定期每兩個月召開一次，並每年選出二十名常務委員負責日常會務。常務委員會下設常務秘書部、組織部、財務部、傳訊及出版部、教育及青年部、維權部和海外聯絡部。常務委員會及各部亦會成立工作組處理具體行動、籌劃活動及集會，以至撥款資助團體舉辦支援民運活動等。
香港回歸前後，為免影響泛民主派在香港立法會工作及在香港進行政治活動的機會，支聯會的創會主席是司徒華（身兼教協創會會長及民主黨黨鞭，雖只擔任），2011年1月2日，擔任主席22年的司徒華逝世，會員大會選出李卓人接任當屆主席的職務。但實際運作上，支聯會已转为集體领導制，李卓人僅擔任兩年主席後並何俊仁接任。
支聯會除了每年舉辦探討中國大陸國情講座，香港和中國大陸兩地關係座談會，清明節獻花、长跑（隨時間增加公里）、巡迴各區宣傳、六四燭光悼念集會及之前星期日的大遊行、中秋民主燈火行動、愛心寄天安門母親、以至年宵攤位等活動外，更因其認為大陸境內民運人士處境需要得到幫助而廣泛關注並行動。2014年4月26日，支聯會籌辦的六四紀念館正式開幕，2016年7月11日正式閉館。直至2019年4月重置。

## 解散議案

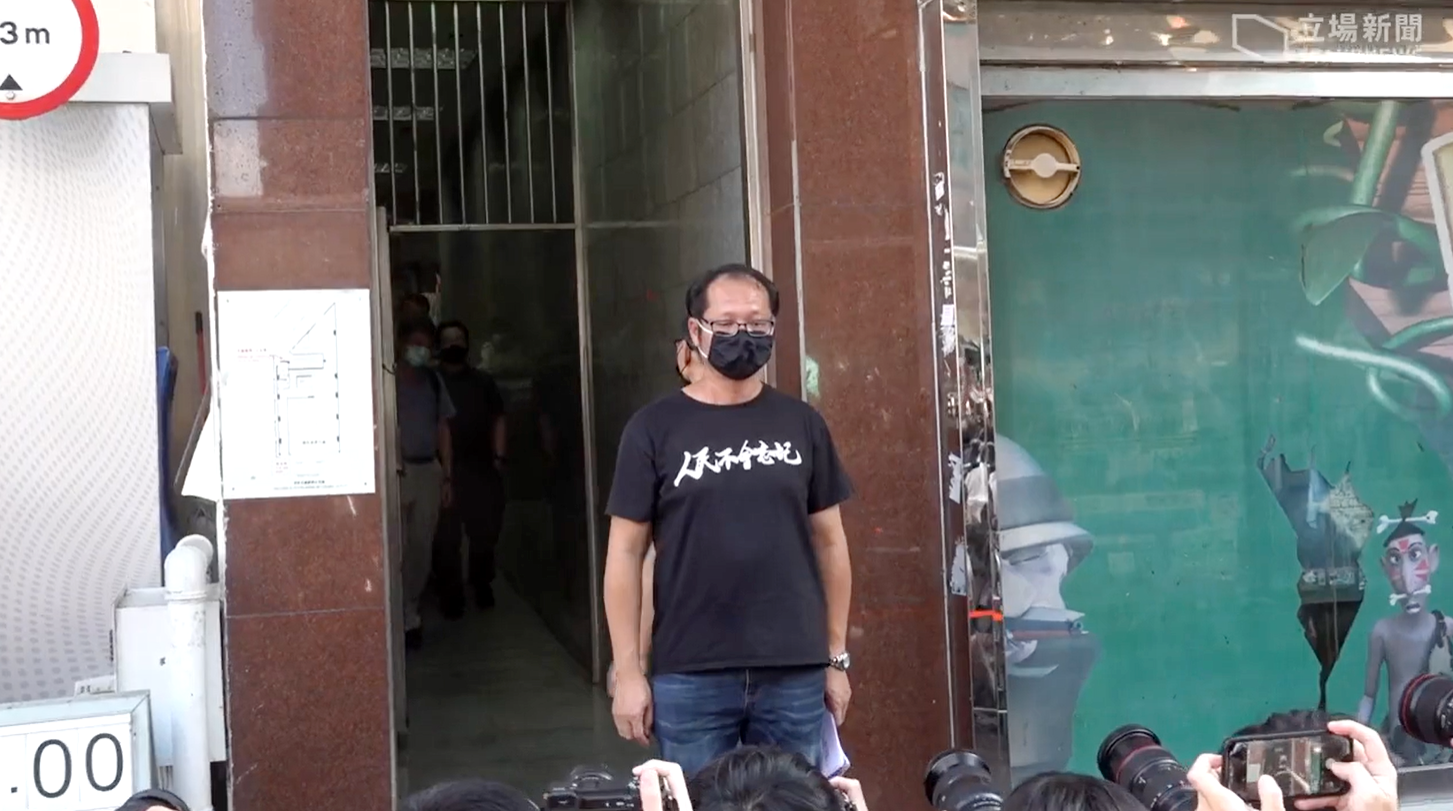
2021年9月25日，支聯會通過解散議案，蔡耀昌在大廈外見記者

2020年8月，香港國安法通過一個多月後，支聯會主席李卓人早前接受明報專訪，透露正盤點會內名單資料，將銷毁內容以保護私隱；支聯會不會轉移資產，但將加快完成手上工作，包括電子化六四紀念館。明年維園能否繼續合法舉行活動，李卓人不感樂觀，但他聲稱五大綱領始終如一，「未來會有一段高壓的時間，固守陣地，行使原有權利已是一種抗爭」。

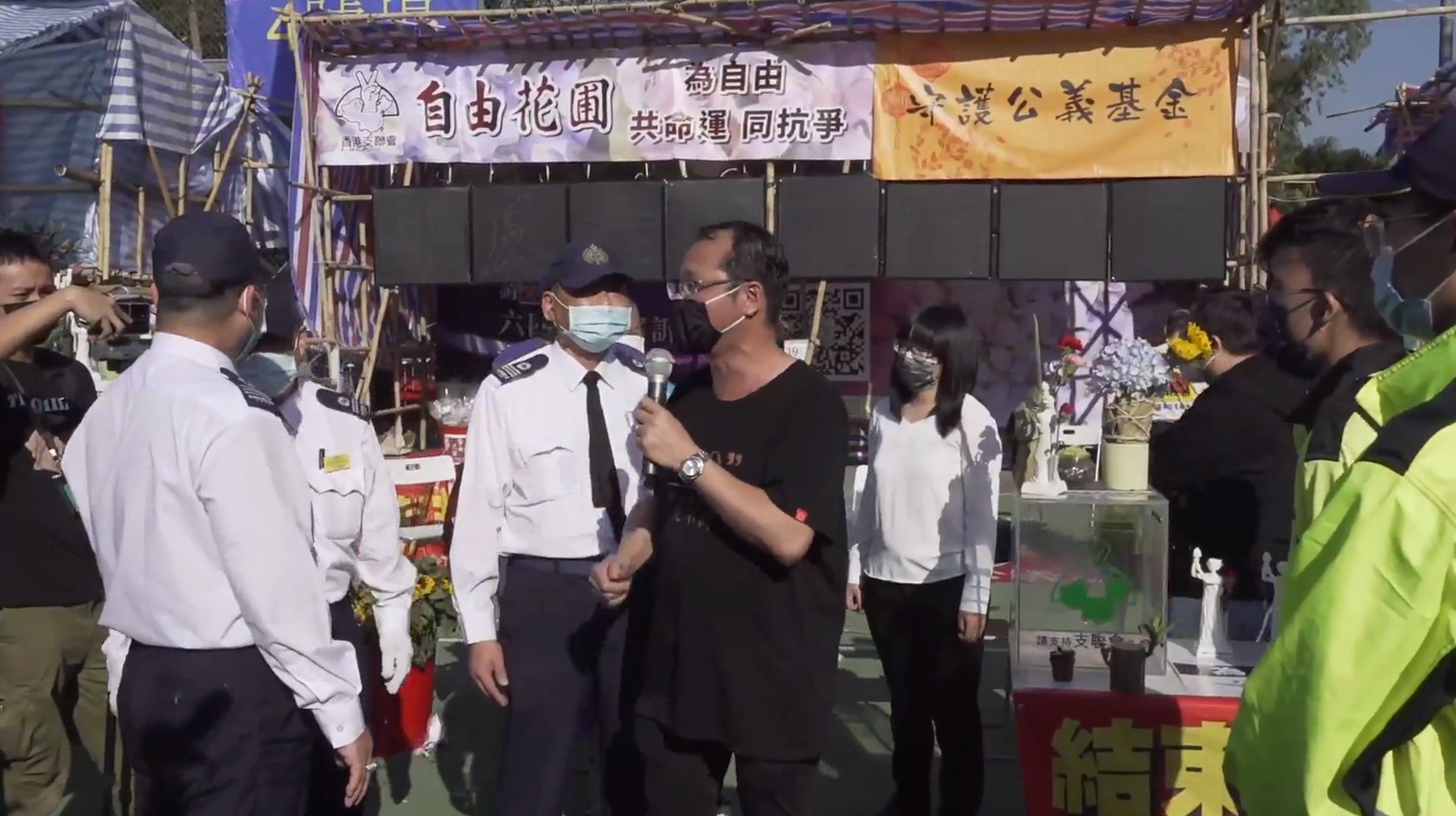
2021年2月6日早上9時許，食環署人員到支聯會攤位圍封及驅趕花檔內的人離場

2020年11月，支聯會投得攤位後，食環署一度拒絕即場簽約。到2021年2月6日，支聯會攤位被食環署認為攤位貼上和擺放與鮮花或業務無關的橫幅，要求2小時內移除物品，到凌晨零時許被終止協議。早上食環署人員到場圍封及驅趕成員離場，是32年來首次。支聯會批評署方打壓及違反程序公義，會尋求法律意見追討。支聯會主席李卓人稱，自港區國安法立法後，整個空間不斷萎縮，形容“製造一個肅殺的氣氛要清洗任何的意見。”有市民對政府禁止攤位開檔大嘆可惜，也不能接受。
2021年7月，支聯會七位常委宣佈請辭，當中包括蔡耀昌及麥海華，並將在當月底前，遣散所有職員。
2021年8月21日，《明報》引述消息報道，指支聯會將於「日內」商討是否解散，又引述常委梁錦威確認日內會開會，因應局勢考慮不同選項。8月23日，支聯會常委通過決議解散支聯會，但有關決議仍需待會員大會通過。有知情者表示，該會將召開會員大會，倘20會員團體出席，達75%贊成，便可通過解散決議。
2021年9月10日，支聯會七名常委收到保安局局長鄧炳強的信件，指他將向行政長官會同行政會議建議行使《公司（清盤及雜項條文）條例》第360C條下的權力，命令公司註冊處處長將「支聯會」自公司登記冊中剔除。根據支聯會提供的信件，鄧炳強在信中說，考慮了警務處處長蕭澤頤的建議及資料後，認為假若支聯會屬《社團條例》適用社團，則根據條例第8條禁止運作或繼續運作，是維護國家安全、公共安全及公眾秩序所需。鄧炳強在信中指，會給予支聯會申述機會，支聯會董事可於9月24日下午五時或之前提交書面申述。支聯會前常委蔡耀昌表示，若果建議獲通過，法律上等於政府將支聯會解散，認為政府若作出有關舉動，有責任及必要向公眾全面交代，並提出合理法律依據，形容情況並不尋常，政府要認真考慮對法律、人權及自由的影響。
2021年9月13日，何俊仁發表聲明，宣布辭任支聯會所有職務，並退出支聯會。
2021年9月16日，支聯會在其Facebook專頁表示，警務處根據《港區國安法》第43條《實施細則》附表4第7(2)條規定，要求支聯會在7天內，移除指定的電子平台訊息。支聯會將會按警方要求，於當日晚上10時移除支聯會網站、Facebook及YouTube頻道。
2021年9月20日，在獄中服刑的支聯會主席李卓人及前副主席何俊仁，透過支聯會社交網站聯名發表公開呼籲信，指就社會環境，認為主動解散是支聯會最好的處理方案。兩人在信中又指，知道支聯會計劃在9月25日召開特別會員大會議決解散事宜，公開呼籲各個成員團體代表支持解散支聯會。
2021年9月24日，支聯會在回覆當局的信件指出，全體常委均失去人身自由，無法開會作出全面討論，難以作詳細回應。支聯會在信中強調，並不認同、亦不接受警務處處長和保安局局長對支聯會作出的定性，看不到政府有清晰和足夠理據指稱支聯會的存在是危害國家安全、公共安全及公共秩序，支聯會在香港合法註冊並運作超過32年，對支聯會的任何無理指控及任意取締，違反《基本法》的結社自由保障。支聯會又提到啟動解散程序，舉行特別會員大會就自動清盤特別決議作出表決。若獲得通過，支聯會將進入清盤階段，實質上等於組織已告解散。
2021年9月25日，支聯會在六四紀念館召開特別會員大會商討表決解散議案，出席會員推選了支聯會公司秘書蔡耀昌主持會議。大會先默哀悼念六四事件死難者及離世的支聯會義工，其後討論解散程序。會員可選贊成、反對或棄權。最後以41票贊成、4票反對、0票棄權，大比數通過解散議案。蔡耀昌會後鞠躬感謝香港人與支聯會同行，他相信信念已植根在人民心裏，又指「人在希望也在」。蔡耀昌對「天安門母親」表示歉意，指未來要留待每名香港人承傳信念，在不同崗位走下去。蔡耀昌又讀出正服刑的支聯會主席李卓人給會員的信部分內容，信中説「任何政權都不能奪去人民的記憶和良知」，「爭取平反六四、建設民主的奮鬥，就由千萬人接棒」。蔡耀昌指非常同意李卓人的説法，面對嚴峻環境，必須選擇最好的決定。蔡耀昌指，已故支聯會創會主席司徒華也很重視組織的安全，在政治上知道「幾時進、幾時退」，相信假如司徒華仍在世，必定會思考如何用盡力量保存民眾希望。至於政府和警方會有甚麼行動，蔡耀昌指，並非他們能夠控制，強調一切必須在陽光下進行，有關行動是否合法合憲，香港人自會監察。蔡耀昌指，支聯會正式進入清盤程序，他和鄧燕娥作為清盤人會按公司法例處理資產和負債，之後再召開大會通過報告，然後向公司註冊處處長提交報告，支聯會就會正式除名，即意味著解散。
2021年9月9日，警方國安處指控支聯會煽動顛覆國家政權。在七名常委先後於兩天內被捕後，保安局局長根據國安法，凍結支聯會約220萬元銀行資金。
2021年10月26日，行政長官林鄭月娥會同行政會議根據《公司（清盤及雜項條文）條例》，命令公司註冊處處長將支聯會自公司登記冊中剔除。行政長官會同行政會議認同警務處處長蕭澤頤和保安局局長鄧炳強的看法，同意支聯會一直堅持和宣揚五大綱領，包括「結束一黨專政」，支聯會的運作謀求結束中国共产党的領導，相當於謀求推翻屬《中华人民共和国宪法》所確立的中华人民共和国根本制度，旨在顛覆中華人民共和國的國家政權，而禁止支聯會運作或繼續運作是維護國家安全、公共安全及公共秩序所需要。支聯會清盤人蔡耀昌對於政府的決定表示難以理解及遺憾。蔡耀昌看不到政府有清晰和足夠理據指稱支聯會的存在是危害國家安全、公共安全及公共秩序，支聯會通過自動清盤決議，進入清盤階段，實質上等於解散，看不到特首會同行政會議有何必要多此一舉。

## 支聯會拒交資料案

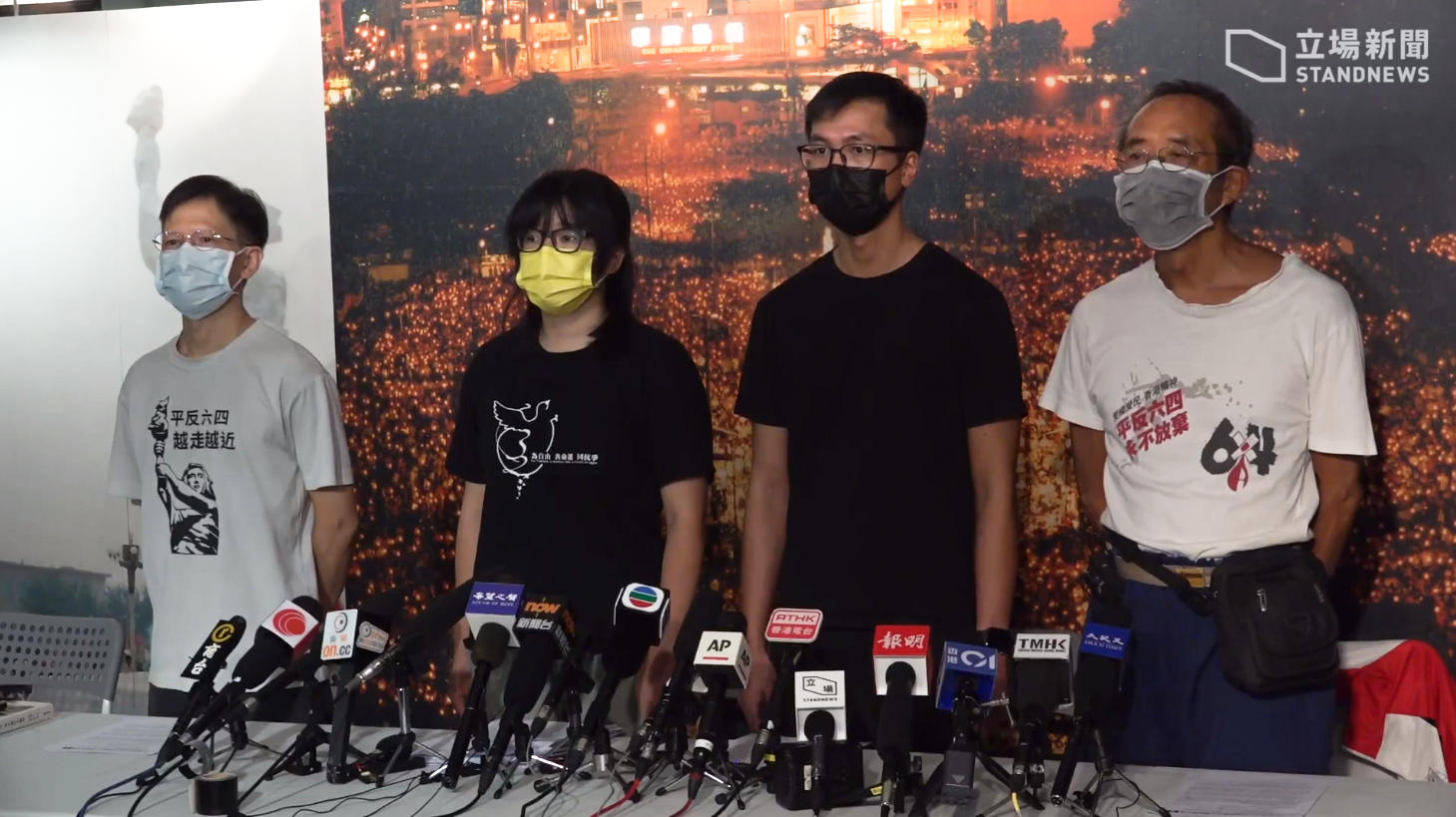
2021年9月5日，支聯會召開記者會，表示月內會召開會員大會商討是否解散支聯會

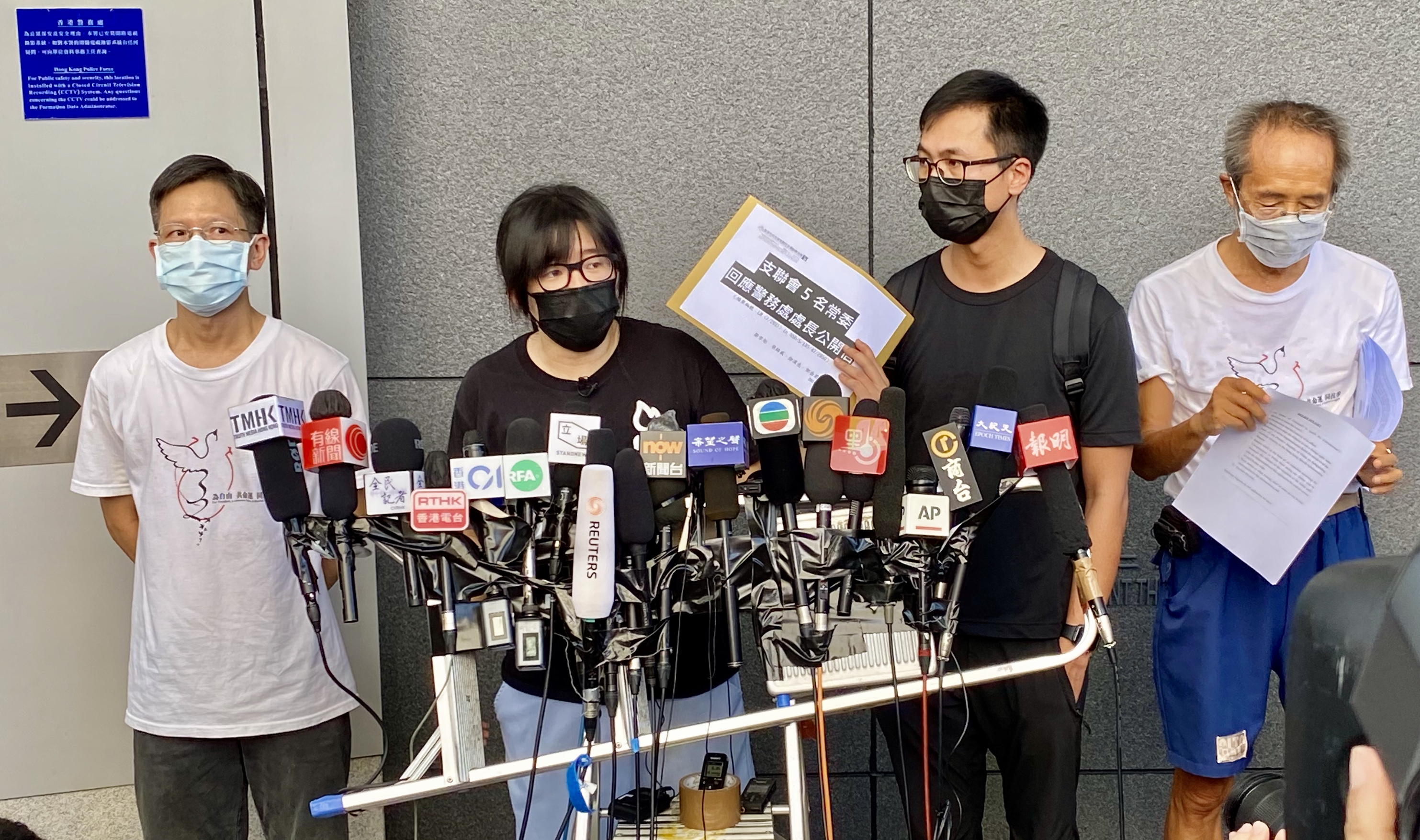
2021年9月7日，支聯會四名常委到灣仔警察總部提交信件，重申支联会并非“外国代理人”，认为警方误解法律，支联会拒绝向警方提交任何资料

2021年8月25日，警務處國安處去信支聯會常委和負責人，指基於警方調查，警務處處長有合理理由相信支聯會是「外國代理人」，要求支聯會就《香港國安法》43條附表5規定，在14日內（9月7日）以書面方式、親身送達到警察總部提交資料與相關證明文件。
9月5日，支聯會召開記者會，表示常委會無法就前途達成共識，因此月內會召開會員大會商討是否解散支聯會；同時否認自己是「外國代理人」、拒絕配合警方要求，不向警方國安處提交任何資料，質疑警方並無提出理據是濫權、不合理。警方和保安局隨即發聲明，指如有任何團體不遵從要求，警方必定依法跟進；而保安局則要求支聯會「懸崖立馬，以免承擔法律風險。」

9月7日，支聯會四名常委到灣仔警察總部提交信件，交代拒絕按警方國安處要求，提交支聯會成員及財務等資料。支聯會在回覆警方的信件中說，支聯會並非「外國代理人」，警方無權要求支聯會提供資料，亦認為警方要求支聯會提交資料是犯了法律錯誤，又不滿警方在信中無提供任何理據解釋，認為是違反自然公義的原則。支聯會副主席鄒幸彤表示，不預期自己會於提交回覆後即時被捕，若果被捕，寄語港人要繼續抗爭，不要屈服於無理強權，盡可能跟隨良知而活，相信每個人都有空間去守護、有事可以做。支聯會常委徐漢光以個人名義，向高等法院申請司法覆核，要求判定警方的信件無效，宣布支聯會並非外國代理人，並禁制警方在法庭指示前，作進一步行動。入稟狀提到，支聯會並非外國代理人，而是一間香港公司，並非由任何外國政府或外國政治組織所控制，並沒有為外國政府或政治組織的利益做事，又指警方在信中並沒有提及支聯會代理甚麼外國政府或政治組織，或基於任何原因相信支聯會屬「外國代理人」，而警方僅以合理理由相信支聯會是外國代理人，並不足以要求支聯會提交資料。入稟狀又指，信件並無提及警方所調查的相關控罪，亦沒有指出資料與任何控罪的關係，亦無警告支聯會或會受調查，認為是違反自然公義原則。
9月8日，支聯會副主席鄒幸彤、常委梁錦威、鄧岳君及陳多偉早上分別在不同地點被警方國安處拘捕，四人被扣留調查。支聯會多名常委早前已辭任或因其他案件在囚，留任的四名常委，有三人被捕。警方表示，國安處以《香港國安法》下的《實施細則》附表5有關「沒有遵從通知規定提供資料罪」，拘捕三男一女，年齡介乎36至57歲，所有被捕人被扣留調查，行動仍然繼續，不排除有更多人被捕。保安局發言人表示，支持警方依法向公然表示拒絕遵從《香港國安法》下《實施細則》附表5提交資料要求的團體採取執法行動，有關團體無視警告，一意孤行，堅決拒絕配合警方依法提交資料的要求，警方必須採取執法行動。保安局重申，執法部門根據證據、嚴格依照法律，以及按有關的人士或單位的行為而採取執法行動。中央駐港國安公署發言人表示，堅決支持香港警務處國安處依據《香港國安法》第43條實施細則附表5，拘捕不遵守有關提交資料要求的人士，包括「支聯會」副主席鄒幸彤等，任何人觸犯《香港國安法》和香港法律都必須受到法律的制裁，堅決支持香港警方依法履職，有效防範、制止和懲治危害國家安全的行為和活動，切實維護國家安全。政務司司長李家超強調任何人或組織若違法，必須依法處理，指政府立場很清晰，警方或執法人員，都會按法律依法處理及調查。港澳辦發言人表示，支聯會副主席鄒幸彤等人，為掩蓋和抵賴涉嫌違法事實，拒絕向警方提交有關資料，並詆毀警方「濫權」，是公然抗拒執法，警方依據《香港國安法》拘捕他們，體現了有法必依、執法必嚴、違法必究的法治原則，是維護國安法權威的必要之舉。發言人點名批評，鄒幸彤等人為自己開脫的「理由」仍然是所謂的「違法達義」、「公民抗命」，而鼓吹這套歪理邪說的險惡用心早已被識破，國安法亦已明確劃清有關底線，鄒幸彤等人還在拿「違法達義」、「公民抗命」當救命稻草、免死金牌，充分暴露出反中亂港的政治本質和挑戰香港國安法等法律的囂張氣焰。英國外相藍韜文在社交網站批評香港警方的做法，是北京當局利用國安法扼殺香港異見人士和瓦解公民社會的又一例證。
9月9日，常委徐漢光早上被拘捕。警方國安處人員到位於旺角的六四紀念館搜證。大批警員在位於旺角道、六四紀念館所在的大廈地下駐守，並拉起封鎖線。其中一名被捕的常委梁錦威，曾被押到現場協助調查。警方下午二時許從六四紀念館搬走一批展覽資料和展板等，部分印有六四晚會的圖片，及畫有司徒華等政治人物的卡通紙板。支聯會前常委蔡耀昌到六四紀念館所在大廈地下了解情況，強調自己早前已辭去常委職務，不能代表支聯會，知道警方到紀念館蒐證，個人關注情況，因此到場了解。蔡耀昌認為，館內有歷史性資料，看不到有違法情況，但警方到六四紀念館檢走大量展覽資料及物品，警方應該向支聯會及市民作交代解釋，包括目的、是否有足夠法律依據、是否合理及必須的安排，指警方對外公布的訊息好少。蔡耀昌其後上樓到紀念館外視察，發現大閘外裝上新鎖，門外的閉路電視被拆下放在閘旁，閘上貼了寫有「聯絡旺角警署及電話號碼」的紙條。蔡耀昌相信，如果再要進入館內，需要先跟警方聯絡。警方傍晚帶其中一名被捕的常委鄧岳君到葵涌大連排道一個工業大廈搜證。警方國安處公布，支聯會七名常委涉嫌干犯《香港國安法》被正式落案起訴，當中主席李卓人、副主席何俊仁、鄒幸彤，以及支聯會被控涉嫌違反「煽動他人顛覆國家政權」罪。警方國安處已凍結支聯會約220萬港元涉案資產。鄒幸彤及常委梁錦威、徐漢光、鄧岳君及陳多偉因沒有提供國安處要求的資料，而被控《香港國安法》的《實施細則》「沒有遵從通知規定提供資料」罪。
9月10日，支聯會及主席李卓人、副主席何俊仁、鄒幸彤被控違反《香港國安法》的煽動他人顛覆國家政權罪，案件早上在西九龍裁判法院提堂提堂。控罪指，支聯會、李卓人、何俊仁及鄒幸彤，在2020年7月1日至2021年9月8日期間，在香港煽動他人組織、策劃、實施或者參與實施，以非法手段旨在顛覆國家政權的行為，即推翻、破壞中華人民共和國憲法所確立的中華人民共和國根本制度，或推翻中華人民共和國中央政權機關。李卓人、何俊仁和鄒幸彤在庭上表示明白控罪，至於首被告支聯會並未有代表到庭。鄒幸彤表示，七名支聯會董事均在羈押，無法開會處理由誰代表支聯會出庭。李卓人及何俊仁未有申請保釋，鄒幸彤申請保釋被拒。副主席鄒幸彤及另外四名常委梁錦威、徐漢光、鄧岳君及陳多偉拒絕向警方國安處提交資料，被控《香港國安法》的《實施細則》中 「沒有遵從通知規定提供資料罪」，案件在西九龍裁判法院提堂，全部人不認罪，其中鄧岳君表示，「我不是外國代理人，我不認罪」。控罪指，他們在9月8日，作為支聯會在香港的幹事，或在香港管理或協助管理該組織的人士，並已獲根據《香港國安法第四十三條實施細則》附表5送達通知，而沒有遵從根據該通知的規定。控方反對被告保釋，指出並無充足理由相信他們不會繼續危害國家安全，因為他們公然表明不會回覆警方信件，他們在支聯會的職位亦重要，而支聯會涉嫌違反《香港國安法》，他們是可以繼續組織危害國家安全的活動，又說被告一直無提交資料，是持續犯案，必然是危害國家安全的行為。鄒幸彤表示，不提交資料是因為他們並非外國代理人，警方用錯法律，不明白為何視作公然違法。辯方提到，若不提交資料都視為危害國安全的活動，這個行為會永遠存在，邏輯是難以理解，認為應該批准保釋。裁判官表示，警方要求他們提交資料，以調查國家安全案件，他們並無提交，是必然影響調查，無人知道影響有幾大，在考慮全部情況後，認為被告拒絕提交資料是損害國家安全，並不信納他們各人不會作出危害國家安全行為，拒絕批准保釋。有外國駐港領事到庭旁聽，包括來自德國及英國等。支聯會前常委蔡耀昌對於支聯會及七名常委被控違反《香港國安法》感到震驚及難以接受，希望法庭能夠公平公正公開，根據法治原則作出審訊及判決。蔡耀昌表示，自己不能代表支聯會發言，但相信支聯會是在短時間內得知被檢控，亦要由常委會開會決定由誰代表出庭，但常委全部正在還押或服刑，短時間未能按組織規程作出決定。蔡耀昌提到，章程規定會員大會要發出通告召開，相信會員大會是有程序繼續進行，估計組織有機制處理會員大會進展等情況。
9月15日，被控違反《香港國安法》「煽動他人顛覆國家政權罪」，及《實施細則》中「沒有遵從通知規定提供資料罪」的支聯會副主席鄒幸彤，再申請保釋被拒。辯方申請解除案件傳媒報道保釋程序內容的限制，又指擔心署理總裁判官羅德泉在聽取雙方陳辭後才決定是否解除限制，會令公眾認為對方有篩選，為人詬病。羅德泉在聽取陳辭後，認為辯方提出的論述，涉及對部分事項的詮釋及理解，將是正審期間爭議的一部分。羅德泉提到案件毫無疑問會引起廣大關注，若批准解除報道限制，必然會在社會上引起很多不同意見及討論，在未審訊前已對審訊的關鍵部分作出討論、發表意見，並非涉及司法利益，所以否決解除限制。
5人被控違反《國安法實施細則》附表 5 ，沒有遵從通知的規定遞交資料。其中梁錦威與陳多偉認罪，被判監3個月；而鄒幸彤、鄧岳君、徐漢光不認罪，案件在2022年11月底進行。鄒幸彤作供時表示支聯會屬香港人自發組織，絕對不是『外國代理人』，亦沒有合理理由說是。而控方指稱支聯會收取「組織 4」一筆2萬元款項、是對方的代理人，鄒指收據清楚寫明該筆款項是為「六四紀念館」眾籌時的捐款。本案為首宗《國安法》〈實施細則〉刑事審訊案件，及首宗拒交資料審訊案。

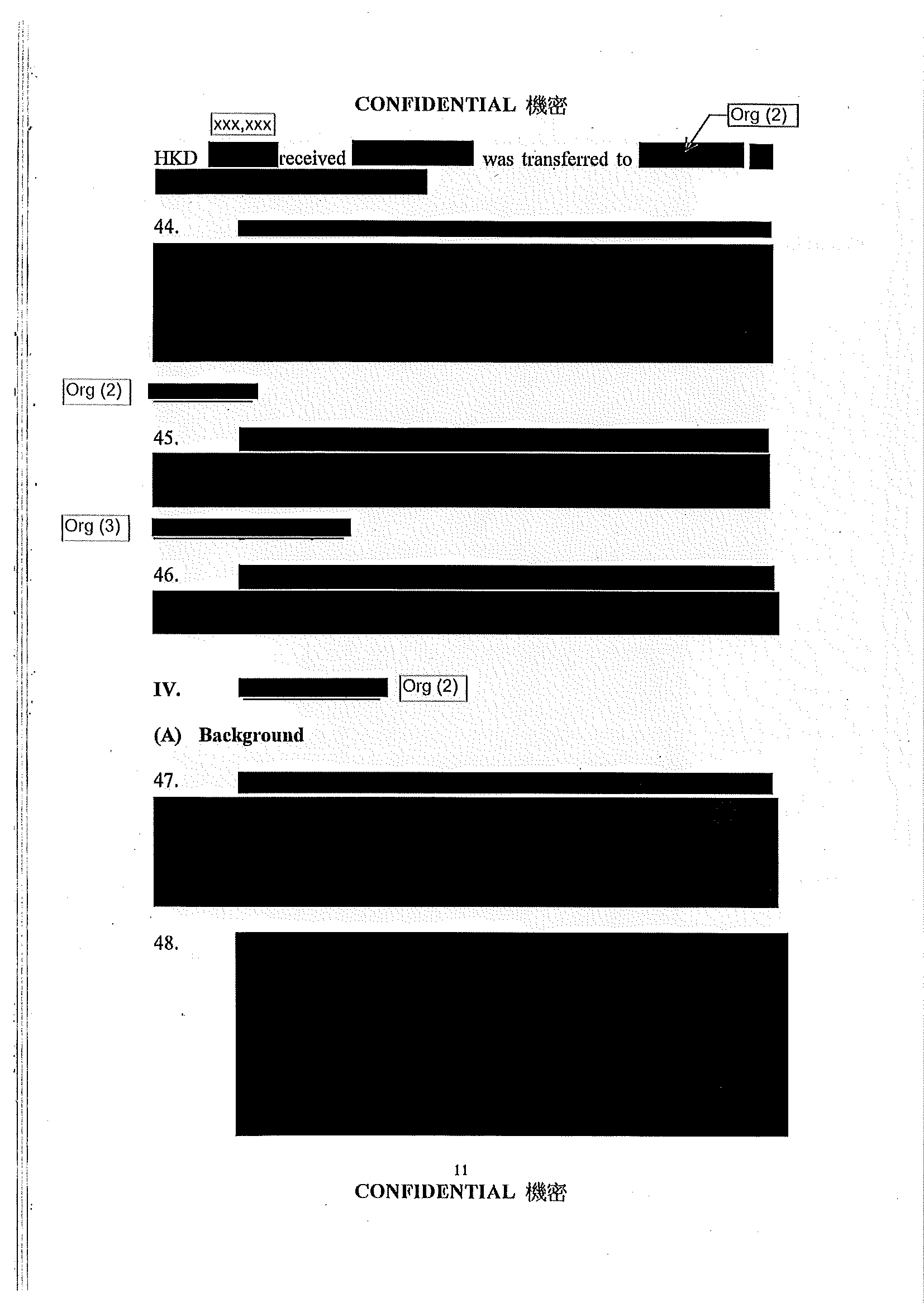
香港警察調查報告第11頁，記載「組織2」（Org (2)）的相關資訊

審訊中，國安法指定法官、主任裁判官羅德泉早前召開兩次與控方的一對一閉門聆訊，下令披露更多資料，可在有必要時覆核相關決定。8月29日，鄒幸彤批評，獲披露調查報告的15項資料中，「有99%內容均被隱去，基本上我們只獲發很多頁的黑色墨水（被隱去的部分會以黑色塗蓋）」，舉例指來自「組織2」網頁的5頁資料僅披露「跨國界」三字；摘自支聯會網頁的公開資料亦幾乎隱去全部內容。鄒幸彤提到，其粗略地了解該些資料從社交平台及網頁上檢取，惟擔憂有更多人牽涉其中而辯方無從得知支聯會作為「代理人」，與該些人的行為有何關係。鄒重申目前只有法庭及控方全面掌握資料，辯方準備辯護時需花費更多時間及帶來額外負擔。 控方回應，即使資料公開，若透露出受查人身分仍需隱去，稱「公眾利益豁免權（PII）」旨在確保調查的完整性，公開更多資料或影響調查。控方又指，該些被隱去的資料目前尚未呈堂為證供，待證人作供時會要求他們澄清合理地相信支聯會觸犯控罪元素的原因。辯方質疑在有證人準備接受盤問下作此調動是否合適，本身此部分並非控方案情的討論範圍。法官羅德泉終指現時披露資料已足夠進行公平審訊，繼續餘下審訊。
庭審中，作供警員透露，在警方調查中發現其他組織和人士互有往來，包括支援公民社會和民主發展的「組織5」曾收取幾百萬元；「人士1」曾提供支聯會數十萬元，而會方曾向「組織2」過帳相近金額。他續指，組織2在港設有分支，其中一名董事同時擔任支聯會董事。警員供稱，支聯會的網頁顯示它曾與組織2和組織4舉辦聯合活動，以及刊登名為「港支聯通訊」的文章；「組織3」則從「組織6」收取過百萬元。其於辯方盤問下透露，警方針對支聯會的調查於2021年年初開始。
3月3日，《國安法》指定法官、主任裁判官羅德泉表示，參考《國安法》條文及相應案例，〈實施細則〉同樣不容挑戰、不受司法決定左右。而本案涉及的遞交資料通知書，羅認為門檻不低，亦認同警務處長指支聯會為「外國代理人」一說方向正確，對隱藏於都市之中的「外國代理人」需全面搜查，最終裁定發出通知書是合法而穩妥，被告未有履責向警方提供所索資料，例如支聯會帳目等，認為相關資料不難獲取，但被告先後表明不會提交，因此裁定3人罪成。押後至3月11日聽取辯方求情。羅官認為警方有合理理由相信該會屬外國代理人，又指，「外國代理人」本身並不構成犯罪，且是一個新概念，亦無註冊機制，指國安法無列名辨識「外國代理人」的門檻，要採納更嚴格標準是不切實際，國安亦是至高無上，因此控方毋須證明支聯會是外國代理人。法官頒發判詞時，亦附上涉「公眾利益豁免權」的控方證物複印本，包括鄒幸彤在審訊時曾稱「我只收到很多頁的黑色墨水」的文件，如國安處署理高級警司洪毅之調查報告，及警務處長遞予保安局，申請向支聯會等人發出「遞交資料通知書」的申請文件。其中涉 28 頁的調查報告，控方以公眾利益豁免權（PII）為由，在當中22頁遮蓋部分內容，或以代號稱呼相關組織及人士。法官又承認細則列明「有合理理由相信」可索取資料，這個門檻較「有合理理由懷疑」低，但仍有一系列要求去平衡權力，警方做法難以置喙，但認為警方今次做法克制。
到3月11日判刑當日，鄒幸彤求情時，提及天安門事件、中國大陸的人權狀況等，裁判官羅德泉表示鄒應該明白法庭不是政治平台，她不應在此發表政治主張，只圍繞純粹法律的事宜作陳詞，鄒回應道，是次檢控本身就涉及政治，若硬要把政治和法律分開，是無視現實，令這本來就荒謬的審訊更形荒謬，若法庭不願意聆聽，她可以結束發言。羅德泉說並非不願意聆聽，但希望內容與求情相關，最後容許鄒幸彤完成求情。裁判官判刑時說量刑要考慮的違法行為，是各個被告拒絕按國安法實施細則向警方提交資料，並非考慮支聯會被指控為外國代理人，認為即時監禁無可避免，以達致阻嚇作用，加上看不到有減刑理由，故作有關判決。而代表鄧、徐求情的資深大律師戴啟思指，被告被指控為「外國代理人」，但在未知是何者代理人的情況下被定罪，是他擔任大律師 40 年來從未見。親自抗辯的鄒幸彤則重申，支聯會並非「外國代理人」，認為法庭判決「懲教守護真相的人」。鄒幸彤、鄧岳君及徐漢光三人被判入獄4.5個月，並申請保釋等候上訴。控方反對，提出增加條件及報道限制，均被羅德泉駁回。羅最終准鄧、徐以原有條件保釋，並撤銷保釋程序的報道限制。鄒幸彤則再次指保釋條件有礙表達自由並拒絕接受，將會服刑。
2025年3月6日，終審法院裁定撤銷鄒幸彤等人的定罪及刑罰。終審法院認為律政司檢控的國安處調查報告，把資訊大幅度遮蓋，令被告無法確認「外國代理人」的檢控依據，是剝奪被告受公平審訊的權利、也讓律政司無法舉證。終審法院另外推翻了羅德泉「是否外國代理人並非控罪的必要元素」與黎婉姫「審訊不能挑戰通知書」的裁決。鄒幸彤離庭前笑著舉起「V」字手勢後另案還押、已完成服刑的鄧岳君與徐漢光則分別表示「公道自在人心」、「冤獄站不住腳」、政府則表示未來會研究如何完善相關法律制度與執行機制。

## 被禁足中國大陸
由於泛民主派不少核心成員包括也屬於支聯會成員（即使有不成文規定不會擔任要職），因此六四事件後從此不能夠踏足中國大陸，如司徒華、何俊仁、梁耀忠、蔡耀昌、李卓人等。高峰期時，泛民主派有約一半的立法會議員均是身兼支聯會及民主黨成員。但隨著泛民主派在司徒華死後日益本土化，並減少大中華主義的色彩，部份更主張與支聯會切割以投身本土運動，於泛民主派總辭前的22名議員中，只有兩名是支聯會成員。

## 第三十一屆常務委員會名單
- 主席（發言人）: 李卓人（前立法會議員、前職工盟秘書長、前 工黨主席）
- 副主席（發言人）: 鄒幸彤（大律師）

其他常委包括（截止2021年9月）：
- 梁錦威（葵青區議會主席）
- 徐漢光（前民主黨司庫）
- 鄧岳君
- 陳多偉

## 歷任主席
- 司徒華（1989年5月21日－2011年1月2日）
- 李卓人（2011年1月2日－2014年12月15日）
- 何俊仁（2014年12月15日－2019年12月8日）
- 李卓人（2019年12月8日－2021年9月25日）

## 出版

### 刊物
支聯會自成立以來曾出版報章、通訊、書籍及畫冊等刊物，1989年5月27日，由吳仲賢牽頭成立的「新聞界支援北京學生愛國民主運動委員會」，以支聯會的名義創刊《民主潮》，透過此報章向公眾分析當時的政局形勢。《民主潮》一共出版四期，每期印行20萬份，免費派發予公眾。1989年8月27日，《港支聯通訊》以類似月報形式出版，這是一份探討中國民主發展的期刊，以「關注良心犯，爭取民主及人權人物及事件」為主軸，免費郵寄給會員、義工及支聯會之友，公眾亦可在支聯會活動中索閱，其後於2019年5月起停刊。
- 《民主潮》（1989年）
- 《港支聯通訊》（1989至2019年）
- 《香港市民支援愛國民主運動聯合會 第一屆常務委員會全年工作報告》（1990年）
- 畫冊《畫出民運：八九中國民運專輯兒童畫選》（1990年）
- 香港人支援民運照片集《漆黑將不再面對》（1991年）
- 民運文集《中國的良心──民運百人的心路歷程》（1993年）
- 《民主路．中國心──民運歌集》（1995年）
- 《民運警句集》（1995年）
- 香港人支援民運照片集《腳印與戰叫》（1996年）
- 26篇文章討論香港回歸《回歸的挑戰──中國民運前景與中港關係》（1997年）
- 給中小學生的通識教材全集《八九民運教材套》（2006年）
- 回應年輕一代疑問：《六四答問》（2015年）
- 回應年輕一代疑問：《「六四」問答（精讀版）》（2016年）
- 劉曉波百日祭特刊《劉曉波：沒有敵人 沒有仇恨》（2017年）

### 唱片
《民主路 中國心》音樂專輯由支聯會製作，收錄15首民運歌曲，於1994年出版，唱片收益用於支聯會的活動及營運開支。
| CD       | CD                 | CD                                            | CD                                                                          | CD                                                                           | CD      |
| 曲序     | 曲目               |                                               | 作曲                                                                        | 备注                                                                         | 时长    |
| -------- | ------------------ | --------------------------------------------- | --------------------------------------------------------------------------- | ---------------------------------------------------------------------------- | ------- |
| 1.       | 自由花             | 周禮茂                                        | 鄭智化                                                                      | 改編自〈水手〉                                                               | 4:12    |
| 2.       | 祭好漢             | 盧國沾                                        |                                                                             | 改編自〈將軍令〉，後來因性別平等之故而修改部份歌詞，歌名亦更改為〈祭英烈〉。 | 4:10    |
| 3.       | 為自由             | 唐書琛                                        | 盧冠廷                                                                      |                                                                              | 3:05    |
| 4.       | 五月的陽光         | 杜雯慧                                        | 杜雯慧                                                                      |                                                                              | 3:51    |
| 5.       | 中國夢             | 黃霑                                          | 趙文海                                                                      |                                                                              | 4:18    |
| 6.       | 中國               | 林敏聰                                        | 林敏聰                                                                      |                                                                              | 3:50    |
| 7.       | 衝破萬重浪         | 蔡國權                                        | 蔡國權                                                                      |                                                                              | 3:00    |
| 8.       | 我的家在山的那一邊 | 王琛                                          | 周藍萍                                                                      |                                                                              | 3:20    |
| 9.       | 你的背後還有我們   | 郑华娟                                        | 小虫                                                                        |                                                                              | 5:00    |
| 10.      | 血染的風采         | 陳哲                                          | 蘇越                                                                        |                                                                              | 4:40    |
| 11.      | 歷史的傷口         | 林秋離、梁弘志、陈乐融 童安格、鄭華娟、刘虞瑞 | 小蟲、沈光远、李宗盛、李寿全、梁弘志 陈美威、陈复明、童安格、张洪量、黄韵玲 | 由台灣四家唱片公司的一百多名歌手錄製                                         | 5:06    |
| 12.      | 漆黑將不再面對     | 劉卓輝                                        | 盧冠廷                                                                      |                                                                              | 5:52    |
| 13.      | 我們告訴世界       | 甲丁                                          | 蘇越                                                                        |                                                                              | 4:40    |
| 14.      | 堅持到明天         |                                               |                                                                             |                                                                              | 4:12    |
| 15.      | 重返廣場           |                                               |                                                                             |                                                                              | 4:02    |
| 总时长： | 总时长：           | 总时长：                                      | 总时长：                                                                    | 总时长：                                                                     | 1:04:18 |

## 外部連結
- 香港市民支援愛國民主運動聯合會官方網站（页面存档备份，存于）
- 支聯會的Facebook專頁
- 支聯會的X（前Twitter）
- 港支聯通訊-支聯會出版刊物（页面存档备份，存于）